# 六羰基钒
六羰基钒，是一种金属有机化合物，化学式为V(CO)6。它是蓝黑色挥发性固体。从理论上来说，这种高反应性物质是稀有的可分离的均配物金属羰基配合物，它是顺磁性的。大部分通式为 Mx(CO)y 的化合物遵守18电子规则，不过 V(CO)6 只有17 个价电子。

## 制备
V(CO)6可以通过V(CO)6−中间体分两步制备。第一步，在200大气压的CO气氛中，于160 °C用金属钠还原VCl3。该反应的溶剂一般是二乙二醇二甲醚（diglyme）， CH3OCH2CH2OCH2CH2OCH3。这种三醚可以溶解钠盐，性质类似冠醚:
4 Na + VCl3 + 6 CO + 2 diglyme → [Na(diglyme)2][V(CO)6] + 3 NaCl
生成的阴离子被酸氧化，得到V(CO)6：
2 V(CO)6− + 2 H3PO4 → 2 V(CO)6 + H2 + 2 H2PO4−

## 反应
六羰基钒在热力学上的不稳定性使之极易发生化学反应。它的主要反应是还原成一价阴离子V(CO)6−，其盐已得到充分研究。
V(CO)6 会和含茂基物质反应，生成夹心配合物 (C5H5)V(CO)4 (熔点 136 °C)。 像许多中性电荷的有机金属化合物一样，这种半夹心物质是挥发性的。在该物种的原始制备中，使用C5H5HgCl作为C5H5−的来源。在室温下，它也容易和含氮的配体反应，生成各种配合物，如黄绿色的[V(CH3CN)6][V(CO)6]2、黄棕色的[V(C6H5NH2)6][V(CO)6]等。它和膦配体反应，失去部分一氧化碳分子，生成膦配合物，如V(CO)4(C6H5PH2)2。

## 结构
V(CO)6是一种八面体型分子，和六羰基铬相似，尽管它们的电子数不同。高分辨率X射线晶体衍射表明，该分子略微变形，在两个（轴向）较短的V–C键长为1.993(2)Å，相对于四个（赤道）较长的V–C键键长2.005(2) Å。即使V（-I）比V（0）离子大，V(CO)6−中的V-C键长也比中性的六羰基钒短0.07 Å。

## 扩展阅读
- Original synthesis: Ercoli, R.; Calderazzo, F.; Alberola, A. . J. Am. Chem. Soc. 1960, 81: 2966–2967. doi:10.1021/ja01496a073.
- Kenneth G. Spears, Hairong Shang. . The Journal of Physical Chemistry A. 2000-03, 104 (12): 2668–2680  [2020-07-19]. ISSN 1089-5639. doi:10.1021/jp993405i （英语）.